# DJ Sammy
DJ Sammy, de son vrai nom Samuel Bouriah, né le 19 octobre 1969 à Majorque, est un disc jockey et producteur espagnol. Il est connu grâce à son titre Heaven.

## Biographie
Il commence sa carrière dans la musique électronique dès 1984 dans des clubs divers d'Espagne tout en étant DJ dans une radio de Majorque. C'est bien plus tard qu'il déverse sa house-pop dans de nombreux clubs à travers l'Europe et qu'il fonde son propre label dance Super M...Records. DJ Sammy s'acoquine ensuite avec une danseuse (puis chanteuse) néerlandaise et signe ainsi quelques maxis sous le nom de DJ Sammy feat. Carisma, comme Life Is Just a Game, You're My Angel ou Prince of Love. Les deux acolytes passent du succès "club" au succès commercial. Apprécié en Allemagne, DJ Sammy livre ses DJ set sur CD sous le nom de DJ Sammy at Work. Plus récemment et jusqu'en 2008, DJ Sammy a travaillé sur divers projets avec la chanteuse hollandaise Loona, nouveau nom de scène de Carisma, une house dédiée principalement aux clubs, là où il a commencé sa carrière.

## Discographie

### Albums studio
| Life Is Just a Game                                            | - Date de sortie : 29 juin 1998 - Label: Universal Records - Formats: CD | —  | —  | —  | —  | —  |
| Heaven                                                         | - Date de sortie : 6 août 2002 - Label: Robbins - Formats: CD            | 30 | 10 | 24 | 14 | 67 |
| The Rise                                                       | - Date de sortie :10 mai 2005 - Label: Central Station - Formats: CD     | —  | —  | —  | —  | —  |
| "—" signifie que le single n'est pas classé ou n'est pas sorti |                                                                          |    |    |    |    |    |

### Singles
| Année                                                | Single              | Meilleure position | Meilleure position | Meilleure position | Meilleure position  | Meilleure position | Meilleure position | Meilleure position | Meilleure position | Meilleure position | Meilleure position | Meilleure position | Meilleure position | Meilleure position | Meilleure position | Album               |
| Année                                                | Single              | Australie          | Autriche           | Belgique (Flandre) | Belgique (Wallonie) | Canada             | France             | Allemagne          | Pays-Bas           | Norvège            | Nouvelle-Zélande   | Suisse             | Suède              | Royaume-Uni        | États-Unis         | Album               |
| ---------------------------------------------------- | ------------------- | ------------------ | ------------------ | ------------------ | ------------------- | ------------------ | ------------------ | ------------------ | ------------------ | ------------------ | ------------------ | ------------------ | ------------------ | ------------------ | ------------------ | ------------------- |
| 1995                                                 | Life Is Just a Game | —                  | —                  | —                  | —                   | —                  | —                  | —                  | —                  | —                  | —                  | —                  | —                  | —                  | —                  | Life Is Just a Game |
| 1996                                                 | You're My Angel     | —                  | —                  | —                  | —                   | —                  | —                  | —                  | —                  | —                  | —                  | —                  | —                  | —                  | —                  | Life Is Just a Game |
| 1997                                                 | Prince of Love      | —                  | —                  | —                  | —                   | —                  | —                  | —                  | —                  | —                  | —                  | —                  | —                  | —                  | —                  | Life Is Just a Game |
| 1997                                                 | Golden Child        | —                  | —                  | —                  | —                   | —                  | —                  | —                  | —                  | —                  | —                  | —                  | —                  | —                  | —                  | Life Is Just a Game |
| 1998                                                 | Magic Moment        | —                  | —                  | —                  | —                   | —                  | —                  | —                  | —                  | —                  | —                  | —                  | —                  | —                  | —                  | Life Is Just a Game |
| 1999                                                 | In 2 Eternity       | —                  | —                  | —                  | —                   | —                  | —                  | —                  | —                  | —                  | —                  | 48                 | —                  | —                  | —                  | Single only         |
| 2001                                                 | Heaven              | 4                  | 16                 | 14                 | 36                  | 7                  | 5                  | 10                 | 12                 | 8                  | 4                  | 39                 | 17                 | 1                  | 8                  | Heaven              |
| 2002                                                 | Sunlight            | 40                 | 58                 | —                  | —                   | —                  | —                  | 50                 | 62                 | —                  | 46                 | —                  | —                  | 8                  | —                  | Heaven              |
| 2002                                                 | The Boys of Summer  | 9                  | 49                 | 20                 | —                   | —                  | —                  | 25                 | 31                 | —                  | 3                  | —                  | 36                 | 2                  | —                  | Heaven              |
| 2004                                                 | Rise Again          | —                  | —                  | —                  | —                   | —                  | —                  | 53                 | —                  | —                  | —                  | 88                 | —                  | —                  | —                  | The Rise            |
| 2005                                                 | Why                 | 29                 | —                  | —                  | —                   | —                  | —                  | —                  | —                  | —                  | —                  | —                  | —                  | 7                  | —                  | The Rise            |
| 2005                                                 | L'bby Haba          | —                  | —                  | —                  | —                   | —                  | —                  | —                  | —                  | —                  | —                  | —                  | —                  | —                  | —                  | The Rise            |
| 2007                                                 | Everybody Hurts     | —                  | —                  | —                  | —                   | —                  | —                  | —                  | —                  | —                  | —                  | —                  | —                  | —                  | —                  | Singles seulement   |
| 2009                                                 | Feel the Love       | —                  | —                  | —                  | —                   | —                  | —                  | —                  | —                  | —                  | —                  | —                  | —                  | —                  | —                  | Singles seulement   |
| 2011                                                 | Animal              | —                  | —                  | —                  | —                   | —                  | —                  | —                  | —                  | —                  | —                  | —                  | —                  | —                  | —                  | Singles seulement   |
| "—" signifie que le single n'est pas classé ou sorti |                     |                    |                    |                    |                     |                    |                    |                    |                    |                    |                    |                    |                    |                    |                    |                     |

### Clips vidéos
| Année | Chanson        | Réalisateur(s)  |
| ----- | -------------- | --------------- |
| 1997  | Prince Of Love |                 |
| 1997  | Golden Child   | Oliver Sommer   |
| 1998  | Magic Moment   | Oliver Sommer   |
| 2002  | Heaven         | Oliver Bradford |
| 2002  | Boys Of Summer |                 |
| 2002  | Sunlight       |                 |
| 2004  | Rise Again     |                 |
| 2005  | Why            | Urban Ström     |
| 2005  | L'bby Haba     |                 |